# Prima Categoria Umbria 1963-1964
Il campionato di calcio di Prima Categoria 1963-1964 è stato il V livello del campionato italiano. A carattere regionale, fu il quinto campionato dilettantistico con questo nome dopo la riforma voluta da Bruno Zauli del 1958.
Questo è il girone organizzato dal Comitato Regionale Umbro per la regione Umbria.

## Aggiornamenti
Fusione:
- Virtus Spoleto ed A.C. Spoleto in A.S. Spoleto.

## Squadre partecipanti
| Squadra       | Città (provincia)                       | Stagione 1962-1963                                        |
| ------------- | --------------------------------------- | --------------------------------------------------------- |
| Amerina       | Amelia (TR)                             | 1° in Seconda Categoria Umbria/B, promossa dopo spareggi  |
| Angelana      | Santa Maria degli Angeli di Assisi (PG) | 13° in Prima Categoria Umbria                             |
| Bastia        | Bastia Umbra (PG)                       | 2° in Prima Categoria Umbria                              |
| Gualdo        | Gualdo Tadino (PG)                      | 15° in Prima Categoria Umbria, retrocesso e poi ripescato |
| Gubbio        | Gubbio (PG)                             | 3° in Prima Categoria Umbria                              |
| Narnese       | Narni (TR)                              | 17° in Serie D/D, retrocessa                              |
| Orvietana     | Orvieto (TR)                            | 5° in Prima Categoria Umbria                              |
| Ponte Felcino | Ponte Felcino di Perugia                | 5° in Prima Categoria Umbria                              |
| Pontevecchio  | Ponte San Giovanni di Perugia           | In Seconda Categoria Umbria/A, promossa dopo spareggi     |
| Spoleto       | Spoleto (PG)                            | 11° in Prima Categoria Umbria                             |
| Tiberis       | Umbertide (PG)                          | 5° in Prima Categoria Umbria                              |
| Todi          | Todi (PG)                               | In Seconda Categoria Umbria/B, ripescata                  |
| Virtus        | Terni                                   | 11° in Prima Categoria Umbria                             |

## Classifica finale
|  | Pos. | Squadra       | Pt | G  | V  | N | P | GF | GS | DR  |
|  | ---- | ------------- | -- | -- | -- | - | - | -- | -- | --- |
|  | 1.   | Narnese       | 42 | 24 | 18 | 6 | 0 | 60 | 11 | +49 |
|  | 2.   | Pontevecchio  | 30 | 24 |    |   |   |    |    |     |
|  | 2.   | Gubbio        | 30 | 24 |    |   |   |    |    |     |
|  | 4.   | Tiberis       | 25 | 24 |    |   |   |    |    |     |
|  | 5.   | Todi          | 24 | 24 |    |   |   |    |    |     |
|  | 5.   | Spoleto       | 24 | 24 |    |   |   |    |    |     |
|  | 7.   | Ponte Felcino | 23 | 24 |    |   |   |    |    |     |
|  | 8.   | Orvietana     | 22 | 24 |    |   |   |    |    |     |
|  | 9.   | Virtus        | 21 | 24 |    |   |   |    |    |     |
|  | 10.  | Angelana      | 19 | 24 |    |   |   |    |    |     |
|  | 11.  | Amerina       | 18 | 24 |    |   |   |    |    |     |
|  | 12.  | Gualdo        | 16 | 24 |    |   |   |    |    |     |
|  | 13.  | Bastia        | 15 | 24 |    |   |   |    |    |     |

Legenda:

      Promossa in Serie D 1964-1965.
      Retrocessa in Seconda Categoria Umbria 1964-1965.
Note:

Due punti a vittoria, uno a pareggio, zero a sconfitta.